# Чхве Ён Су (боксёр)
Чхве Ён Су (кор. 최용수; род. 20 августа 1972, Танджин) — южнокорейский боксёр, представитель второй полулёгкой и лёгкой весовых категорий. Выступал на профессиональном уровне в период 1990—2017 годов, владел титулом чемпиона мира по версии WBA, был претендентом на титул чемпиона мира по версии WBC.

## Биография
Чхве Ён Су родился 20 августа 1972 года в городе Танджин провинции Чхунчхон-Намдо, Южная Корея.
Дебютировал в боксе на профессиональном уровне в ноябре 1990 года, выиграв у своего соперника по очкам в четырёх раундах. В начале карьеры проиграл двум малоизвестным соотечественникам, но в большинстве поединков всё же победил.
В 1993 году завоевал и защитил титул чемпиона Южной Кореи во второй полулёгкой весовой категории, после чего стал также чемпионом Восточной и тихоокеанской боксёрской федерации (OPBF).
Благодаря череде удачных выступлений в 1995 году удостоился права оспорить вакантный титул чемпиона мира во втором полулёгком весе по версии Всемирной боксёрской ассоциации (WBA) и отправился боксировать в Аргентину с местным претендентом Виктором Уго Пасом — выиграл у него техническим нокаутом в десятом раунде и забрал чемпионский пояс себе.
Сумел защитить полученный титул чемпиона семь раз, побеждая сильнейших представителей своего дивизиона. Лишился пояса только в сентябре 1998 года, в рамках восьмой защиты проиграл решением большинства судей японцу Таканори Хатакэяме.
Несмотря на проигрыш, Чхве продолжил активно выходить на ринг, одержал несколько побед в рейтинговых поединках и в январе 2003 года предпринял попытку заполучить титул чемпиона мира во втором полулёгком весе по версии Всемирного боксёрского совета (WBC), который на тот момент принадлежал тайцу Сиримонгколу Сингванча. Противостояние между ними продлилось все отведённые 12 раундов, в итоге судьи единогласным решением отдали победу действующему чемпиону, сохранив за ним чемпионский пояс, а Чхве Ён Су на этом поражении принял решение завершить карьеру профессионального спортсмена.
После достаточно длительного перерыва Чхве вернулся в профессиональный бокс, одержав в 2016 и 2017 годах ещё две победы в лёгком весе, в том числе завоевал титул временного чемпиона евразийско-тихоокеанского чемпиона по версии WBC.